# リラプス (アルバム)
『リラプス』（Relapse）は、エミネムのアルバム。2009年5月20日発売。

## 解説
- 元々は2008年上半期に発売が予定されていたが、結果は2009年5月20日のリリースとなった。
- この作品の続編にあたるのが次作『Recovery』である。
- オリコンでは自身初の1位を獲得。洋楽HIP HOPソロアーティストとしても初であり、洋楽男性ソロアーティストによる首位獲得は、レニー・クラヴィッツの『サーカス』以来13年8ヶ月ぶりとなった。
- 2009年12月23日には新曲が7曲追加されたリラプス：リフィルが発売された。
- エミネム自身はこのアルバムについて、Not Afraid（Recovery収録）で「正直リラプスの出来はあまりよくなかったな」と歌っている[要出典]。

## 収録曲
1. ドクター・ウェスト（スキット）
2. 3 a.m.
3. マイ・マム
4. インセイン
5. バグパイプス・フロム・バグダッド
6. ハロー
7. トーニャ（スキット）
8. セイム・ソング・アンド・ダンス
9. ウィー・メイド・ユー
10. メディシン・ボール
11. ポール（スキット）
12. ステイ・ワイド・アウェイク
13. オールド・タイムズ・セイク feat.ドクター・ドレー
14. マスト・ビー・ザ・ガンジャ
15. ミスター・マザーズ（スキット）
16. デジャヴ
17. ビューティフル
18. クラック・ア・ボトル feat.ドクター・ドレー&50セント
19. スティーヴ・バーマン（スキット）
20. アンダーグラウンド

| 前作: アンコール | エミネムのオリジナルアルバム | 次作: リカヴァリー |